# Сезёновский Иоанно-Казанский монастырь
Сезёновский Иоанно-Каза́нский монасты́рь — православный женский монастырь Елецкой епархии Русской православной церкви, расположенный в селе Сезеново Лебедянского района Липецкой области на высоком правом берегу реки Сквирня, в 12 км от Лебедяни.

## История

### Основание
В декабре 1817 года Сезёново впервые посетили Иоанн и его помощница Дария Дмитриевна Кутукова. Владелец села, князь Фёдор Несвицкий, поселил Иоанна в выстроенной специально для него келье. В 1828 году Дария Дмитриевна Кутукова построила в Сезёново келью и стала в ней жить постоянно.
Слава о строгой подвижнической жизни Иоанна разошлась далеко за пределы Лебедянского уезда, что способствовало притоку большого количества паломников, желающих получить наставления и ответы на свои вопросы. В 1838 году Иоанн испросил разрешения епископа Арсения (Москвина) на постройку в Сезёново вместо ветхой Казанской церкви нового каменного семипрестольного храма. 12 августа 1838 года он получил благословение.
8 сентября 1838 года началось строительство собора. Затворник Иларион много жертвовал на строительство собора.
14 декабря 1839 года Иоанн скончался в своей келье. Он был похоронен 12 января 1840 года в склепе, в нижнем этаже собственной кельи.
В 1842 году Казанский храм был построен. Внутренняя отделка храма была завершена только в 1847 году. Росписи были выполнены московским мещанином П. И. Щегловым.
После смерти затворника возглавила общину сестер и взяла на себя попечение о дальнейшем создании обители старица Дария Кутукова. Она заботилась об устройстве келий для монашествующих, обнесла будущую обитель оградой, приобрела для обеспечения быта сестер землю, ископала колодезь для нужд общины. Келию затворника Иоанна, где он скончался, она переделала в храм Преображения Господня. В 1849 году была начата постройка трехпрестольного храма во имя Рождества Христова. Помощницей ей в этих благих делах стала Евфимия Моргачева. Она не только собирала пожертвования для строительства монастырских зданий, приобретала утварь и иконы, но и хлопотала в Санкт-Петербурге об исполнении воли затворника – об открытии в Сезеново женского монастыря.

### Официальное открытие и расцвет
В 1845 году Евфимия Моргачёва подала в Святейший Синод прошение об учреждении в Сезёново монашеской обители. Синод отказал по причине необеспеченности материальным подтверждением. 10 октября 1849 года по Высочайшему соизволению указом Святейшего Синода Сезеновская женская община получила официальный статус. Первой настоятельницей, по общему желанию сестер и старицы Дарии, была избрана Евфимия Моргачева, которая приняла постриг с именем Серафимы, а в 1855 г. награждена саном игумении. Дария же, сложив с себя бремя правления, не переставала трудиться для монастыря до своей кончины, которая последовала 28 июля 1858 года.
В новом звании игумения Серафима неослабно продолжала трудиться над благоустроением обители.
В 1853 году был построен храм во имя Преображения Господня.
По предложению Евфимии Моргачёвой Святейший Синод 11 апреля 1853 года переименовал Сезёновскую общину в третьеклассный заштатный общежительный Иоанно-Казанский женский монастырь. Открытие состоялось 12 июля 1853 года. 
В 1860 году был построен второй каменный храм — Христорождественский.
Женскую обитель окружала кирпичная ограда, побелённая и украшенная башенками с кельями и высокими арками въездных ворот. В центре монастыря находились три храма: в честь Казанской иконы Божией Матери, Рождества Христова и Святой Троицы.

### Советская Россия
В 1920 и 1922 годах с монашествующими были оформлены договоры аренды на монастырские церкви. Часть построек обители не были переданы в аренду и впоследствии полностью разрушены.
Позднее на территории действующего монастыря также находился детский дом.
В июне 1930 года Президиум исполкома ЦЧО принял решение «о закрытии 2-х женских монастырей Сезёновского Иоанно-Казанского в с. Сезёново и Троекуровского-Иларионовского в с. Троекурово Лебедянского района Елецкого округа — расторгнуть договор с верующими и монастыри ликвидировать. Использовать здания для местных общественных нужд».
В июне 1932 года Казанский собор был разобран. Местами сохранились только фрагменты южной стены и южные монастырские ворота, часть северной стены длиной около 50 метров и 110 метров восточной стены.
Останки блаженного Иоанна насельницы монастыря перевезли в село Мечнянка Ефремовского уезда Тульской губернии и перезахоронили близ Свято-Никольского храма.

### Возрождение
К началу 2000-х годов сохранились в полуразрушенном состоянии Христорождественский и Троицкий храмы, арка монастырских ворот, фрагменты стены и несколько келейных построек.
С июля 2005 года в Сезёново проводилась расчистка Троицкого храма и исследование мест захоронений старицы Дарии и игумении Евфимии. Тогда же были найдены частично сохранившиеся останки сезёновских подвижниц Дарии и Серафимы.
К началу 2008 года была окончена отделка нижнего храма Троицкой церкви.
В 2007 году на прошение епископа Никона о возвращении в Сезёновскую обитель мощей преподобного затворника Иоанна, было получено благословение Святейшего Патриарха Московского и всея Руси Алексия II и согласие архиепископа Тульского и Белевского Алексий. В июле 2008 года в монастырь были доставлены мощи преподобного Иоанна Сезёновского.

## Храмы монастыря
- Собор Казанской иконы Божией Матери. Первый Казанский храм в Сезёново упоминается в 1676 году. В сентябре 1838 года был заложен монастырский собор. К 1842 году храм был закончен и освящен. В 1932 году храм был разобран и в настоящее время от него остался только фундамент.
- Церковь Преображения Господня. Построен к осени 1853 года на месте кельи затворника Иоанна. Он имел в длину с алтарём 6 саженей, в ширину 2,5 и в высоту с куполом 3 сажени.

В 1864 году Преображенская церковь была разобрана и на её месте построен новый храм во имя Святой Троицы.
- Церковь Рождества Христова. Каменный храм был построен в 1860 году. Высота до кровли купола была 13 саженей, длина — 131/3 сажени, ширина 9, высота — 8 саженей. Церковь имела два света: больших окон 13 и малых 12. Церковь завершала главка без окон. Кровля и главка были выкрашены в зелёный цвет.

При советской власти церковь была оборудована под овощехранилище.
- Церковь Святой Троицы. Двухэтажный шестипрестольный храм построен на месте разобранной Преображенской церкви. Размеры его были: длина 13 саженей, ширина 11,5 саженей, высота до карниза 10 саженей. Церковь имела пять глав, 15 больших окон и 15 малых — на нижнем этаже. Верхний этаж был отделан резьбой и позолотой. Иконы были выполнены московскими мастерами. В нижнем, пещерном храме, были погребены основатель обители затворник Иоанн (с левой стороны от главного алтаря), старица Дария (с правой стороны алтаря) и игумения Серафима (старица Евфимия). В 1930-е — 1960-е гг. — использовался для содержания овец и лошадей. В 1960—1965 гг. в нижнем храме были оборудованы мастерские, а потом склад удобрений. В 2008 году нижний храм был восстановлен.

## Настоятельницы
- игуменья Серафима (Моргачёва) упом. в 1853—1877 гг.
- игуменья Филарета (Терехова) упом. в 1877—1880-е гг.
- игуменья Паисия упом. в 1885—1886
- игуменья Антония (Чеплыгина) упом. в 1886—1904
- игуменья Филарета (Хотяинцева) упом. в 1904—1913
- игуменья Паисия (Кожевникова) упом. в 1914—1917
- игуменья Антония упом. в 1927 г.
- игумения Феофания (Проценко) с 2005 г.